# 2008年のスポーツ
< 2008年
- 年度別スポーツ記事一覧

2008年のスポーツでは、2008年（平成20年）のスポーツ関連の出来事についてまとめる。
2008年前後：2007年のスポーツ - 2008年のスポーツ - 2009年のスポーツ

## できごと
下記のスポーツはそれぞれの個別記事を参照すること。
2008年の野球（プロ野球、MLB）、2008年のサッカー、2008年の相撲、2008年のバレーボール、2008年のバスケットボール、2008年の日本競馬、2008年のNFL
ただし上記に含まれるスポーツのうち、世界的な影響があった事件、一般社会に対しても長期的かつ大きな影響を及ぼした事件や快挙、複数のスポーツに跨る事態等については本項に重複記載する。

### 1月
- 1月2日 - 第84回東京箱根間往復大学駅伝競走が開催（-1月3日）。往路優勝は早稲田大学、復路優勝・総合優勝は駒澤大学。史上初の3校途中棄権（順天堂大学、大東文化大学、東海大学）。
- 1月4日 - 翌1月5日から開幕する予定だったダカール・ラリー2008で、主催者へのテロ予告や走行区間のモーリタニアの政情不安・治安悪化を理由に、大会開催の中止が発表された。全日程の中止は30回目にして初めて。
- 1月19日 - レスリング女子ワールドカップで日本の吉田沙保里がアメリカのマルシー・バンデュセンに敗れ、2001年12月から続いた国内外での連勝が119でストップ。
- 1月27日
  - アジアハンドボール連盟(AHF)が臨時理事会を開き、国際ハンドボール連盟(IHF)の指示により北京オリンピック予選再試合を行おうとしている日本と参加国の韓国に対し、予選参加の場合はAHF除名処分とする決定を下す。一方IHFは、予選再試合は上部組織であるIHFの指示によるものであり、AHFによる処分は無効であるとの会長声明を発表。結局、予定通り再試合は行われ、男女とも韓国が日本を下し北京オリンピック出場権を獲得、日本は男女とも世界最終予選にオリンピック出場をかけることとなった。
  - 大阪国際女子マラソン（長居スタジアム・発着）（結果はマラソンの項参照）
  - NHLオールスター戦（フィリップス・アリーナ）

### 2月
- 2月3日 - NFL第42回スーパーボウルで、ニューヨーク・ジャイアンツがニューイングランド・ペイトリオッツを17-14で破り、17年ぶりのスーパーボウル制覇。ペイトリオッツはレギュラーシーズンからの連勝が17でストップ。
- 2月7日 - 2007年6月に発生した時津風部屋力士暴行死事件で、愛知県警犬山署が前親方の双津竜順一と兄弟子3人を傷害致死容疑で逮捕。

- 2月11日 - 1957年のカナダ・カップに個人戦・団体戦で優勝するなど、日本のプロゴルフ界の第一人者として数々の活躍を見せた中村寅吉が老衰のため逝去、92歳没。
- 2月16日 - フリースタイルスキーモーグル競技のFISワールドカップシリーズ第6戦が、福島県耶麻郡猪苗代町のリステルスキーファンタジアで開催され、女子の部で上村愛子（日本）が3年ぶり3度目、日本国内で開催された国際大会では初となる優勝。
- 2月17日
  - 東京マラソンが東京都庁（東京都新宿区）〜東京国際展示場（東京都江東区）間の42.195kmで行われ、2007年世界陸上選手権男子マラソン3位の強豪：ビクトル・ロスリン（スイス）が、2時間7分23秒の大会新記録で優勝。
なお、この大会は北京オリンピック男子マラソン日本代表選考レースでもあったが、日本人選手トップは一般参加で2時間8分40秒、全体の2位でゴールした藤原新。この時点で選考レース中2位となる好記録で代表候補に名乗りを挙げた。
  - アメリカ・フロリダ州デルレイビーチにて行われたATPテニスツアーのデルレイビーチ選手権で、錦織圭がATPツアー初優勝。日本人男子がテニスの国際大会で優勝するのは、1992年4月の韓国オープンで優勝した松岡修造以来ほぼ16年ぶり。
- 2月24日 - 2月17日から開催されたラグビー・マイクロソフトカップ決勝で、サントリーサンゴリアスが三洋電機ワイルドナイツを14-10で下し初優勝。
- 2月27日 - スウェーデン・ストックホルムで開催されたノルディックスキー競技のFISワールドカップシリーズのクロスカントリーストックホルム大会の女子スプリント・クラシカル（1 km）にて夏見円が3位に入り、日本クロスカントリースキー史上初となる国際大会での表彰台に登る快挙を成し遂げた。
- 2月28日 - JBCが第1回女子プロテストを実施。翌日に合格者が発表され、女子プロボクサー第1期生20名が誕生。

### 3月
- 3月2日 - びわ湖毎日マラソン（滋賀県大津市の皇子山陸上競技場・発着）が施行され、ムバラク・ハッサン・シャミ（カタール）が2時間8分23秒で優勝した。
なお、この大会は北京オリンピック男子マラソン日本代表選考レースでもあったが、2007年世界陸上選手権日本代表の大崎悟史が2時間8分36秒の好記録を出し、日本人トップ、全体の3位でゴールし、オリンピック代表に最後の望みをつないだ。
- 3月7日、8日 - フリースタイルスキーモーグルのFISワールドカップオーレ大会（スイス）で、女子の上村愛子がシングル、デュアルと2日間の競技で連続制覇し、ワールドカップ通算6勝とすると同時に、日本人初となるワールドカップシリーズ総合女王の座に就いた。
- 3月9日 - 名古屋国際女子マラソン（愛知県名古屋市の瑞穂陸上競技場発着）が施行され、中村友梨香が2時間25分51秒で初マラソン初優勝。注目された高橋尚子は膝の故障などの影響もあり、自身ワーストの27位に終わった。
- 3月10日
  - 日本陸上競技連盟理事会で北京オリンピックマラソン日本代表選考を行い、男子は尾方剛（中国電力）、佐藤敦之（中国電力）、大崎悟史（NTT西日本）、女子は土佐礼子（三井住友海上）、野口みずき（シスメックス）、中村友梨香（天満屋）の各3名を選出、補欠として男子は藤原新（JR東日本）、女子は森本友（天満屋）を指名。
  - 男子マラソン世界記録保持者、ハイレ・ゲブレセラシェ（エチオピア）が、大気汚染による持病の喘息への悪影響を理由に北京オリンピック男子マラソン競技への不参加を表明。10000mへは参加予定。
- 3月14日 - フリースタイルスキーモーグルのFISワールドカップシリーズの最終戦となったバルマレンコ大会（イタリア）で、女子の上村愛子（日本）がシーズン通算5勝（5連勝）目を挙げ、ワールドカップ通算7勝とし、年間総合優勝に花を添える勝利でシーズンを締め括った。
- 3月19日 - スポーツ仲裁裁判所は、ハンドボールの北京オリンピックアジア地区予選のやり直し問題について、国際ハンドボール連盟及びアジアハンドボール連盟、予選当事国関係者からの聴聞会を開催し、審議を行った結果、男子については1月31日に開催された日本対韓国のやり直し再試合を有効としたが、女子については2007年9月にカザフスタンで行われた当初予選を有効とする裁定を下した。
この結果、男子の韓国の五輪出場は認められたが、女子は韓国の五輪出場が消滅し、カザフスタンの五輪出場が確定することになる。
なお、日本は男女とも世界最終予選に出場することが正式に確定した。
- 3月20日 - スウェーデンのヨーテボリで開催された2008年世界フィギュアスケート選手権女子シングルで浅田真央（日本）が185.56点で初優勝した。また、日本勢では中野友加里が4位に入賞。前年大会優勝の安藤美姫は左脚肉離れの故障を発症し、フリー滑走の演技途中で棄権した。
- 3月21日 - 2008年世界フィギュアスケート選手権男子シングルは、ジェフリー・バトル（カナダ）が245.17点で優勝。日本人男子選手として初の世界王者を期待された髙橋大輔はフリー滑走でのミスが重なり、220.11点で総合4位に終わった。
- 3月22日 - フリースタイルスキーの全日本選手権女子シングルモーグルで里谷多英（フジテレビ）が1996年以来、12年ぶり8度目の優勝を飾った。ワールドカップ総合優勝の上村愛子（北野建設）は歴戦の疲労が溜まり、競技を棄権した。
- 3月24日
  - 陸上競技女子マラソンの高橋尚子（ファイテン）が、今後の活動方針についてプレスインタビューに応え、『2008年秋以後の東京国際女子マラソン、大阪国際女子マラソン、名古屋国際女子マラソンの三大大会全てに出場することにしています』と、日本国内の女子マラソン三連戦出場の意向を明らかにした[1]。
  - ショートトラックスピードスケート女子の第一人者：神野由佳（綜合警備保障）が『体力、気力の限界』を理由に現役引退を表明した。今後は「学校教師か指導者を目指したい」意向[2]。
  - ギリシャのオリンピアで聖火が採火され、北京オリンピックの聖火リレーが始まった。
- 3月29日 - カナダのヴァーノンで開催された2008年世界女子カーリング選手権大会で日本代表チーム【チーム青森：本橋麻里、目黒萌絵、山浦麻葉、石崎琴美、近江谷杏菜】は、準決勝、3位決定戦に臨んだがいずれも敗北した。この結果、日本代表は過去最高の4位入賞を果たした[3]。

### 4月
- 4月4日 - 将来有望なジュニア選手を長期間育成するJOCエリートアカデミーが開校、ナショナルトレーニングセンターで開校式を行う[4]
- 4月5日〜6日 - 福岡国際センターで全日本選抜柔道体重別選手権大会【男女同時開催】が施行され、男子60kg級の野村忠宏（ミキハウス）、女子48kg級の谷亮子（トヨタ自動車）が敗退、男子100kg級の鈴木桂治（平成管財）と男子100kg超級の井上康生（綜合警備保障）が優勝した。大会終了後に北京五輪柔道日本代表選手が発表され、谷亮子が代表入りしたが、五輪4連覇の偉業を期待されていた野村忠宏が落選した。
- 4月6日 - 北京オリンピックの聖火リレーがイギリスのロンドンで実施され、チベット人や人権団体がチベット暴動で表面化したチベット問題に対する抗議活動を行った。
- 4月7日 -プロテニスの伊達公子が12年ぶりの現役復帰を発表。なお、『クルム伊達公子』という名前で日本テニス協会に選手登録をした。[5]
- 4月15日〜20日 - 東京辰巳国際水泳場に於いて、日本選手権水泳競技大会競泳競技兼五輪代表選考会が施行され、北島康介（日本コカ・コーラ）、中村礼子（東京スイミングセンター）、柴田亜衣（チーム・アリーナ）といった前回アテネ五輪出場組が連続出場を決めると共に、伊藤華英（セントラルスポーツ）、入江陵介（近畿大学）、種田恵（神奈川大学/JSS長岡）などが初出場を決め、競泳日本代表チームが決定した。
- 4月20日
  - 横浜文化体育館で全日本女子柔道選手権大会が開催され、塚田真希（綜合警備保障）が決勝で薪谷翠（ミキハウス）に判定勝ちし、この大会で7年連続優勝を飾ると共に、北京五輪柔道女子78kg超級日本代表に正式に選出された[6]。
  - ツインリンクもてぎでインディジャパン300決勝が行われ（前日の19日に開催予定だったが雨天のため順延）、ダニカ・パトリック（アメリカ）が初優勝。自身のみならずインディカー史上初の女性ドライバーの優勝[7]。
- 4月27日 - 女子プロボクシング、カンボジア・プノンペンにて江畑佳代子がサムソン・ソー・シリポン（タイ）の持つWBC女子世界ライトフライ級王座に挑戦するが、判定負け。この試合がJBCによる女子解禁後初の試合となった。
- 4月29日 - 全日本柔道選手権大会が日本武道館で施行され、石井慧（国士舘大学）が棟田康幸（警視庁）、鈴木桂治（平成管財）を準決勝、決勝で連破し、2年ぶり2度目の優勝を飾った。また、石井は北京オリンピック男子柔道100kg超級日本代表選手に選出された[8]。

### 5月
- 5月2日 - 4月29日の全日本柔道選手権大会で敗退し、北京五輪日本代表を逃した2000年シドニーオリンピック柔道男子100kg以下級金メダリストの井上康生（綜合警備保障）が現役引退記者会見を執り行った。今後は指導者を目指す[9]。
- 5月4日 - 女子テニスのカンガルーカップ国際女子オープンで、12年ぶりの現役復帰した37歳のクルム伊達公子がダブルスで復活優勝を果たした。
- 5月6日 - 世界最高峰のカーレースF1に2006年度から参戦していたスーパーアグリF1チームがチームの運営資金難等を理由として、F1レースから撤退することを発表した[10]。
- 5月9日 - JBC管轄下として初の女子ボクシング興行「G Legend」が開催される。
- 5月13日 （現地時間） - LPGAツアーの賞金女王を8回獲得したアニカ・ソレンスタム（スウェーデン）が今年限りでの引退を発表[11]
- 5月14日 （現地時間） - 女子テニス協会（WTA）世界ランキング1位のジュスティーヌ・エナン（ベルギー）が今季限りでの引退を表明[12]
- 5月18日 （現地時間） - アメリカプロゴルフツアーAT&Tクラシックで、今田竜二（日本）がプレーオフの末優勝。日本人として青木功、丸山茂樹に続く3人目のPGAツアー勝利[13]。
- 5月26日 - プロスキーヤーの三浦雄一郎が、エベレストに登頂し、日本人最高齢登頂（75歳）の記録を樹立した。
- 5月29日（現地時間） - ノルディック複合のハンヌ・カレヴィ・マンニネン（フィンランド）が現役引退を発表[14]
- 5月31日（現地時間） - アメリカ合衆国・ニューヨークで行われた陸上競技リーボック・グランプリ男子100mで、ウサイン・ボルト（ジャマイカ）が、従来の記録を100分の2秒縮める9秒72の世界新記録で優勝[15]。

### 6月
- 6月7日 - 東京体育館で開催された2008年北京オリンピックのバレーボール競技・世界最終予選兼アジア地区予選男子で、日本がアルゼンチンを3-2で下し、アジア1位を決め、1992年バルセロナオリンピック以来、4大会/16年ぶりのオリンピック出場を決めた。決めた瞬間は植田辰哉監督がコートに這い蹲って倒れこのシーンが有名になった[16]。
- 6月8日
  - 東京都江東区の東京辰巳国際水泳場で開催された競泳のジャパンオープン選手権大会最終日の男子200m平泳ぎで、北京オリンピック代表の北島康介（日本コカ・コーラ）がスピード社水着レーザー・レーサーを着用し、2分7秒51の世界新記録を樹立した。
なお、日本人選手による日本国内での競泳長水路競技会での世界新記録樹立は、1972年7月21日、東京・代々木の代々木オリンピックプールにて、青木まゆみが女子100mバタフライで1分3秒9（当時）をマークして以来、36年ぶりとなるものであった[17]。
  - 全仏オープンテニス男子シングルス決勝でラファエル・ナダル（スペイン）がロジャー・フェデラー（スイス）を下し、ビョルン・ボルグ以来27年ぶり3人目の4連覇を達成した[18]。
- 6月10日 - 日本水泳連盟は北京オリンピックで着用可能な水着を選手が自由に選択できるように決定した。これによりスピード社水着レーザー・レーサーも日本選手が五輪で着用することが可能になった。

### 7月
- 7月6日 -テニスのウインブルドン選手権男子シングルス決勝でラファエル・ナダル（スペイン）がロジャー・フェデラー（スイス）を下し、初優勝、全仏オープンテニスとの同一年優勝はビョルン・ボルグ以来28年ぶりこの試合の試合時間4時間48分は同大会同種目の決勝の最長試合記録を更新。
- 7月13日- 韓国京畿道高陽市にて、WBC女子世界ライトフライ級暫定王座決定戦が行われ、富樫直美が金珍を判定で下し、JBC初の女子世界王者となる。
- 7月29日 - アメリカ・メジャーリーグのイチローが日米通算3,000安打を達成。

### 8月
- 8月8日 - 北京オリンピックが開幕（〜8月24日）。
- 8月11日
  - 北京オリンピック競泳男子100m平泳ぎ決勝で、北島康介（日本）が58秒91の世界新記録をマークし優勝。
  - 後楽園ホールにて、JBC管轄下では初となる女子世界タイトルマッチが開催される。WBC女子世界アトム級タイトルマッチウィンユー・パラドーンジム対小関桃は、一度小関の2回KO勝ちを告げられるが、バッティングの疑いもありビデオ判定にかけられ、後日正式に認められたが、再戦が義務付けられる。WBC女子世界ライト級の風神ライカはアン・サクラートに判定負け。
- 8月14日 - 北京オリンピック競泳男子200m平泳ぎ決勝で、北島康介（日本）が2分7秒64のオリンピック新記録をマークし優勝。100mに続き2大会連続2冠を達成。
- 8月17日 - 北京オリンピック競泳400mメドレーリレー決勝で、アメリカ代表が優勝。これによりアメリカのマイケル・フェルプスが1大会8冠を達成。
- 8月21日 - 北京オリンピックソフトボール競技決勝で日本がアメリカを破り、初優勝。
- 8月22日 - 北京オリンピック陸上競技男子400mリレー決勝でジャマイカ代表が世界記録で優勝。これによりジャマイカのウサイン・ボルトは出場した100m、200m、400mリレーの3種目すべてで世界記録による金メダルを獲得した。このレースで日本代表は3位になり、男子トラック種目で史上初めてメダルを獲得した。

### 9月
- 9月6日 - 北京パラリンピック開幕（〜9月17日）。
- 9月8日 - 8月18日に間垣部屋で力士の大麻所持が発覚し逮捕されたことを受け、日本相撲協会が9月2日に十両以上の69人を対象に抜き打ち簡易尿検査を実施した結果、2名の検体から大麻成分を検出。協会は8日に理事会を開き、大麻成分が検出された2人の力士の解雇処分とし、2人の師匠である北の湖理事長が理事長を辞任、大嶽親方が委員から平年寄への2階級降格処分とすることを発表した。新理事長には武蔵川親方が就任。

- 9月27日〜10月7日 - 第63回チャレンジ!おおいた国体夏季・秋季大会で、大分県が天皇杯・皇后杯を獲得。男子は42年ぶり、女子は初。
- 9月28日 - ベルリンマラソンで、ハイレ・ゲブレセラシェ（エチオピア）が、人類史上初めて2時間4分を切る2時間3分59秒の世界新記録で優勝。

### 10月
- 10月16日〜19日 - 日本オープンゴルフ選手権競技（福岡県・古賀ゴルフ・クラブ）で、片山晋呉が優勝、ツアー通算25勝目となり、7人目となる永久シード権獲得。
- 10月25日 - フィギュアスケートISUグランプリ開幕戦スケートアメリカ（アメリカ合衆国・イヴレット）で、小塚崇彦（トヨタ自動車）がフリーで逆転し初優勝。
- 10月28日 - 女子マラソン元世界記録保持者で、シドニーオリンピック陸上競技女子マラソンで金メダルを獲得した高橋尚子（ファイテン）が、体力の限界を理由として、競技者生活からの現役引退を発表した[19]。
- 10月31日- 北京オリンピック柔道男子100kg超級金メダリストの石井慧が全日本柔道連盟に引退届を提出。

### 11月
- 11月2日
  - 全日本体操競技選手権大会（新潟県・リージョンプラザ上越）で、北京オリンピック体操種目別銀メダリストの内村航平が初優勝。
  - F1ブラジルGPで、ドライバーズポイント2位のフェリペ・マッサ（ブラジル・フェラーリ）が優勝するも、ポイント1位のルイス・ハミルトン（イギリス・マクラーレン・メルセデス）が5位となり、年間ポイント1点差でハミルトンがチャンピオンとなる。
- 11月3日- 北京オリンピック柔道男子100kg超級金メダリストの石井慧が総合格闘技転向を表明。
- 11月10日
  - アテネオリンピック体操男子団体金メダルメンバーで、同種目別平行棒金メダリストの冨田洋之が今季限りの引退を表明。
- 11月11日
  - 北京オリンピックバドミントン女子ダブルスでベスト8入りした小椋久美子&潮田玲子ペア（三洋電機）が今季一杯でのペア解消を発表。
- 11月15日
  - 第83回全日本テニス選手権女子シングルス決勝でクルム伊達公子が瀬間友里加をセットカウント2-0で下し16年ぶり3度目の優勝、38歳1か月での優勝は史上2位の高齢優勝。

### 12月
- 12月5日 - 本田技研工業が金融危機による業績の悪化とチーム維持費の高騰が経営を圧迫するとして、経営資源の再配分のため、2009年以降のF1世界選手権シリーズからの撤退を発表。ホンダ・レーシング・F1チームも売却する。
- 12月8日 - 後楽園ホールにてWBC女子世界ライトフライ級暫定タイトルマッチ、女子世界戦としては初の日本人対決となる富樫直美VS菊地奈々子が行われ、10回KOで富樫が初防衛に成功。
- 12月11日 - 国際オリンピック委員会は北京オリンピック陸上男子ハンマー投げで2位のワジム・デビャトフスキーと3位のイワン・チホンをドーピング違反で失格とすることを決定。5位の室伏広治が銅メダルに繰り上げになった。
- 12月13日 - 韓国・高陽市で行われたフィギュアスケートグランプリファイナル女子シングルで浅田真央が3年ぶり2回目の優勝、同大会の日本人選手複数回優勝は初。
- 12月15日 - スズキが参戦したばかりの世界ラリー選手権へのワークス参戦休止を発表。翌16日には富士重工業も完全撤退を発表。共にホンダのF1撤退同様金融危機による自動車市場の急速な縮小・業績悪化によるもので、両社の撤退でWRCに参戦する日本メーカーのワークスチームが消滅する。
- 12月19日 - アイスホッケー アジアリーグのSEIBUプリンス ラビッツとアメリカンフットボールXリーグのオンワードオークスが今季限りの廃部を発表。

## 総合競技大会
- 第29回北京オリンピック（8月8日〜8月24日） - 日本の獲得メダル:金9、銀6、銅10

| 順                           | 国・地域       | 金 | 銀 | 銅 | 計  |
| ---------------------------- | -------------- | -- | -- | -- | --- |
| 1                            | 中国           | 51 | 21 | 28 | 100 |
| 2                            | アメリカ合衆国 | 36 | 38 | 36 | 110 |
| 3                            | ロシア         | 23 | 21 | 28 | 72  |
| 4                            | イギリス       | 19 | 13 | 15 | 47  |
| 5                            | ドイツ         | 16 | 10 | 15 | 41  |
| 6                            | オーストラリア | 14 | 15 | 17 | 46  |
| 7                            | 韓国           | 13 | 10 | 8  | 31  |
| 8                            | 日本           | 9  | 6  | 10 | 25  |
| 9                            | イタリア       | 8  | 10 | 10 | 28  |
| 10                           | フランス       | 7  | 16 | 17 | 40  |
| 詳細はメダル受賞数一覧を参照 |                |    |    |    |     |

- 第13回北京パラリンピック（9月6日〜17日） - 日本の獲得メダル: 金5、銀14、銅8
- 第1回アジアビーチ競技大会（10月18日〜26日、 インドネシア・バリ） - 日本の獲得メダル: 金3、銀3、銅3
- 平成20年度全国高等学校総合体育大会（7月28日〜8月20日、埼玉県）
- 第63回国民体育大会（冬季スケート - 長野県・1月26日〜30日、冬季アイスホッケー - 長野県・1月28日〜2月1日、冬季スキー - 長野県・2月19日〜22日、本大会 - 大分県・9月27日〜10月7日）

天皇杯順位：優勝大分県、第2位東京都、第3位埼玉県
皇后杯順位：優勝大分県、第2位東京都、第3位兵庫県
- 第8回全国障害者スポーツ大会（10月11日〜13日、大分県）

## アイスホッケー
- アイスホッケー世界選手権（5月2日〜18日、 カナダ・ハリファックス）
決勝 :  ロシア 5-4  カナダ
- アイスホッケー女子世界選手権（4月4日〜13日、 中国・ハルビン）
決勝 :  アメリカ合衆国 4-3  カナダ
- NHLオールスター戦（1月27日・フィリップス・アリーナ）
イースタン・カンファレンス 8 - 7 ウエスタン・カンファレンス
- NHLスタンレー・カップファイナル（5月24日〜6月4日）
デトロイト・レッドウィングス（ウエスタン） （4勝2敗） ピッツバーグ・ペンギンズ（イースタン）
- 全日本アイスホッケー選手権大会（2月4日〜10日、釧路アイスアリーナ、春採アイスアリーナ）

決勝: SEIBUプリンス ラビッツ 5-3 日本製紙クレインズ
- アジアリーグアイスホッケープレーオフ決勝（3月15日～19日）

王子製紙 （3勝0敗） 日本製紙クレインズ

## アメリカンフットボール

### NFL
- AFCチャンピオンシップゲーム（1月20日・ジレット・スタジアム）
ニューイングランド・ペイトリオッツ 21 - 12 サンディエゴ・チャージャーズ
- NFCチャンピオンシップゲーム（1月20日・ランボー・フィールド）
ニューヨーク・ジャイアンツ 23 - 20 グリーンベイ・パッカーズ
- 第42回スーパーボウルXLI（2月3日・ユニバーシティ・オブ・フェニックス・スタジアム）
ニューヨーク・ジャイアンツ (NFC) 17 - 14 ニューイングランド・ペイトリオッツ (AFC)（17年ぶり3回目）
- プロボウル（2月10日・アロハ・スタジアム）
ナショナル・フットボール・カンファレンス 42 - 30 アメリカン・フットボール・カンファレンス

### 日本の大会
- ライスボウル（1月3日・東京ドーム）
松下電工インパルス（Xリーグ代表） 52 - 38 関西学院大学ファイターズ（学生代表）
- ジャパンXボウル（12月13日、京セラドーム大阪）
パナソニック電工インパルス 28-14 鹿島ディアーズ
- 甲子園ボウル（12月21日、長居陸上競技場）
立命館大学パンサーズ 19-8 法政大学トマホークス

## オートレース
- 第21回全日本選抜オートレース（2月7日〜11日、浜松オートレース場）優勝 : 高橋貢
- 第27回オールスターオートレース（4月25日〜29日、浜松オートレース場）優勝：有吉辰也
- 第12回オートレースグランプリ（9月20日〜24日、伊勢崎オートレース場）優勝 : 永井大介
- 第40回日本選手権オートレース（10月30日〜11月3日、山陽オートレース場）優勝 : 田中茂
- 第23回スーパースター王座決定戦（12月27日〜31日、川口オートレース場）優勝 : 永井大介

## オリエンテーリング
- 世界オリエンテーリング選手権（7月10日〜20日、 チェコ・オロモウツ）
  - ロング競技（男子）優勝: ダニエル・フブマン（ スイス）
  - ロング競技（女子）優勝: ダナ・ブロツコバ（ チェコ）
  - ミドル競技（男子）優勝: ティエリー・ジョルジュ（ フランス）
  - ミドル競技（女子）優勝: ミナ・カウピ（ フィンランド）
  - スプリント競技（男子）優勝: アンドレイ・ハラモフ（ ロシア）
  - スプリント競技（女子）優勝: アンネ・マルグレーテ・ハウスケン（ ノルウェー）
  - リレー競技（男子）優勝:  イギリス
  - リレー競技（女子）優勝:  フィンランド

## カーリング
- 世界ミックスダブルスカーリング選手権（3月8日〜16日、 フィンランド・ヴィエルマキ）
決勝 :  スイス 5 - 4  フィンランド
- 第30回世界カーリング選手権【女子】（ カナダ：ヴァーノン）
  - 優勝： カナダ 4位： 日本
- 第30回世界カーリング選手権【男子】（ アメリカ合衆国：グランドフォークス）
決勝 :  カナダ 6 - 3  スコットランド
- 日本カーリング選手権大会（2月6日〜11日、軽井沢）

男子決勝 : SC軽井沢クラブ 9-5 東京大学
女子決勝 : チーム青森 10-8 チーム長野
- パシフィックカーリング選手権（11月1日〜9日、 ニュージーランド・ネーズビー）

男子決勝 :  中国 8-5  日本
女子決勝 :  中国 9-4  韓国

## 競艇
- 第22回新鋭王座決定戦競走（丸亀 / 1月22日 - 27日）優勝 : 山口剛（広島）
- 第21回女子王座決定戦競走（津 / 3月4日 - 9日）優勝 : 横西奏恵（徳島）
- 第43回総理大臣杯競走（児島 / 3月25日 - 30日）優勝：松井繁（大阪）
- 第9回競艇名人戦競走（宮島/4月15日 - 20日）優勝：田中伸二（広島）
- 第34回笹川賞競走（平和島）/ 5月27日 - 6月1日 優勝：井口佳典（三重）
- 第18回グランドチャンピオン決定戦競走（芦屋競艇場） / 6月24日 - 29日 優勝：湯川浩司（大阪）
- 第13回オーシャンカップ競走（蒲郡） / 7月22日 - 27日 優勝：松井繁（大阪）
- 第54回モーターボート記念競走（若松） / 8月26日 - 31日 優勝：今垣光太郎（石川）
- 第55回全日本選手権競走（丸亀） / 10月8日 - 13日 優勝：丸岡正典（奈良）
- 第11回競艇王チャレンジカップ競走（浜名湖） / 11月25日 - 30日 優勝：坪井康晴（静岡）
- 第23回賞金王シリーズ戦競走（住之江） / 12月18日 - 23日 優勝 : 田中信一郎（大阪）
- 第23回賞金王決定戦競走（住之江） / 12月20日 - 23日 優勝 : 井口佳典（三重）

## 競馬

### アイルランド
- アイリッシュダービー（6月29日、カラ競馬場）優勝 : フローズンファイア、騎手 : シェーマス・ヘファナン
- アイリッシュチャンピオンステークス（9月7日、レパーズタウン競馬場）優勝 : ニューアプローチ、騎手 : ケヴィン・マニング

### アメリカ合衆国
- ケンタッキーオークス（5月2日、チャーチルダウンズ競馬場）優勝 : プラウドスペル、騎手 : ガブリエル・サエズ
- ケンタッキーダービー（5月3日、チャーチルダウンズ競馬場）優勝：ビッグブラウン、騎手 : ケント・デザーモ
- プリークネスステークス（5月17日、ピムリコ競馬場）優勝：ビッグブラウン、騎手 : ケント・デザーモ
- ベルモントステークス（6月7日、ベルモントパーク競馬場）優勝：ダタラ、騎手 : アラン・ガルシア
- ハンブルトニアン（8月2日、メドウランズ競馬場）優勝 : Deweycheatumnhowe、馭手 : Ray Schnittker
- アーリントンミリオン（8月9日、アーリントンパーク競馬場）優勝 : スピリットワン、騎手 : イオリッツ・メンディザバル
- ブリーダーズカップ・クラシック（10月25日、サンタアニタパーク競馬場）優勝：レイヴンズパス、騎手 : ランフランコ・デットーリ
- ブリーダーズカップ・ターフ（10月25日、サンタアニタパーク競馬場）優勝：コンデュイット、騎手 : ライアン・ムーア
- エクリプス賞
年度代表馬 : カーリン
最優秀騎手 : ギャレット・ゴメス

### アラブ首長国連邦
- ドバイワールドカップ（3月29日、ナド・アルシバ競馬場）優勝 : カーリン、騎手 : ロビー・アルバラード

### イギリス
- チャンピオンハードル（3月11日、チェルトナム競馬場）優勝 : カッチート、騎手 : ロバート・ソーントン
- チェルトナムゴールドカップ（3月14日、チェルトナム競馬場）優勝 : デンマン、騎手 : サム・トーマス
- グランドナショナル（4月5日、エイントリー競馬場）優勝 : コンプライオアダイ、騎手 : ティミー・マーフィー
- 2000ギニー（5月3日、ニューマーケット競馬場）優勝：ヘンリーザナビゲーター、騎手 : ジョニー・ムルタ
- 1000ギニー（5月4日、ニューマーケット競馬場）優勝：ナタゴラ、騎手 : クリストフ・ルメール
- エプソムオークス（6月6日、エプソム競馬場） 優勝：ルックヒア、騎手 : セバスチャン・サンダース
- エプソムダービー（6月8日、エプソム競馬場 ） 優勝：ニューアプローチ、騎手 : ケヴィン・マニング
- キングジョージ6世&クイーンエリザベスステークス（7月26日、ロイヤルアスコット競馬場） 優勝：デュークオブマーマレード、騎手：ジョニー・ムルタ
- セントレジャーステークス（9月13日、ドンカスター競馬場）優勝 : コンデュイット、騎手 : ランフランコ・デットーリ

### オーストラリア
- コックスプレート（10月25日、ムーニーヴァレー競馬場）優勝 : マルディヴィアン、騎手 : マイケル・ロッド
- メルボルンカップ（11月4日、フレミントン競馬場）優勝 : ビュード、騎手 : ブレイク・シン

### シンガポール
- シンガポール航空インターナショナルカップ（5月18日、クランジ競馬場）優勝 : ジェイペグ、騎手 : アントン・マーカス

### フランス
- アメリカ賞（1月27日、ヴァンセンヌ競馬場）優勝 : オフショアドリーム、馭手 : ピエール・レベック
- フランス2000ギニー（5月10日、ロンシャン競馬場）優勝：ファルコ、騎手 : オリヴィエ・ペリエ
- フランスダービー（6月1日、シャンティイ競馬場）優勝：ヴィジョンデタ、騎手 : イオリッツ・メンディザバル
- ディアヌ賞（6月8日、シャンティイ競馬場）優勝：ザルカヴァ、騎手 : クリストフ・スミヨン
- サンクルー大賞（6月29日、サンクルー競馬場）優勝：ユームザイン、騎手 : リチャード・ヒューズ
- ジャック・ル・マロワ賞（8月16日、ドーヴィル競馬場）優勝：タマユズ、騎手 : ダヴィ・ボニヤ
- 凱旋門賞（10月5日、ロンシャン競馬場）優勝：ザルカヴァ、騎手 : クリストフ・スミヨン

### 香港
- クイーンエリザベス2世カップ（4月27日、沙田競馬場）優勝 : アーキペンコ、騎手 : ケヴィン・シェア
- 香港カップ（12月14日、沙田競馬場）優勝 : イーグルマウンテン、騎手 : ケヴィン・シェア

### 広域・その他
- カルティエ賞年度代表馬 : ザルカヴァ

## 競輪
- 第49回競輪祭朝日新聞社杯争奪競輪王決定戦（小倉競輪場 1月24日〜27日）優勝 : 井上昌己
- 第7回東西王座戦（別府競輪場 2月22日〜24日）東地区優勝 : 佐藤友和、西地区優勝 : 小嶋敬二
- 第61回日本選手権競輪（静岡競輪場 3月18日〜23日） 優勝：渡邉晴智
- ふるさとダービー弥彦（4月19日〜22日、弥彦競輪場）優勝 : 手島慶介
- 第59回高松宮記念杯競輪（大津びわこ競輪場 5月31日〜6月3日） 優勝：渡邉晴智
- 第17回寬仁親王牌・世界選手権記念トーナメント（前橋競輪場 7月5日〜8日） 優勝：山崎芳仁
- 第4回サマーナイトフェスティバル（四日市競輪場 7月19日〜20日） 優勝：新田康仁
- ふるさとダービー福井（福井競輪場 8月23日〜26日）優勝 : 飯嶋則之
- 第51回オールスター競輪（一宮競輪場、9月11日〜15日）優勝 : 伏見俊昭
- 第21回共同通信社杯競輪（久留米競輪場、10月10日〜13日）優勝 : 佐藤友和
- ふるさとダービー広島（広島競輪場10月31日〜11月3日）優勝 : 武田豊樹
- 第24回読売新聞社杯全日本選抜競輪（熊本競輪場・12月6日〜9日）優勝 : 三宅伸
- ヤンググランプリ08（平塚競輪場・12月28日）優勝 : 飯野祐太
- KEIRINグランプリ08（平塚競輪場・12月30日）優勝 : 井上昌己

## 剣道
- 第56回全日本剣道選手権大会（11月3日、日本武道館）

優勝 : 正代賢司（神奈川県）
- 第47回全日本女子剣道選手権大会（9月7日、静岡県武道館）

優勝 : 坪田祐佳（岡山県）

## ゴルフ

### 男子プロ
- フェデックスカップ総合優勝：ビジェイ・シン（ フィジー）
- マスターズ（4月10日〜13日 アメリカ合衆国・ジョージア州・オーガスタ・ナショナル・ゴルフクラブ）
  - 優勝：トレバー・イメルマン（ 南アフリカ共和国） -8（280）初優勝
- 全米オープン（6月12日〜16日、 アメリカ合衆国・カリフォルニア州トーリーパインズGC南コース）
  - 優勝：タイガー・ウッズ（ アメリカ合衆国） -1（283）6年ぶり3回目
    - ロッコ・ミーディエートとのプレーオフ
- 全英オープン（7月17日〜20日、 イングランド・ロイヤルバークデールGC）
  - 優勝：パドレイグ・ハリントン（ アイルランド） +3（283）2年連続2回目
- 全米プロゴルフ選手権（8月7日〜10日、 アメリカ合衆国・ミシガン州オークランドヒルズCC）
  - 優勝：パドレイグ・ハリントン（ アイルランド） -3（277）初優勝
- ワールドカップ優勝国： スウェーデン（ロバート・カールソン&ヘンリク・ステンソン）
- 第37回ライダーカップ：アメリカが16½–11½で欧州を下す。

### 世界4大大会（女子）
- クラフト・ナビスコ選手権（4月3日〜6日 アメリカ合衆国・カリフォルニア州・ミッションヒルズCC）
  - 優勝：ロレーナ・オチョア（ メキシコ） -11（277）
    - 日本勢最高は、横峯さくらの＋3（291）で19位タイ
- 全米女子プロゴルフ選手権(6月5日〜8日（ アメリカ合衆国・メリーランド州・ブルロックGC）
  - 優勝：曽雅妮（ チャイニーズタイペイ-12（276）
    - 日本勢最高は、上田桃子の-5（283）で25位タイ
- 全米女子オープン(6月26日〜29日（ アメリカ合衆国・ミネソタ州インターラッセンCC）
  - 優勝：朴仁妃（ 韓国-9（283）
    - 日本勢最高は、上田桃子の0（292）で13位タイ
- 全英女子オープン(7月31日〜8月3日（ イングランド・サニングデールGC）
  - 優勝：申智愛（ 韓国-18（270）
    - 日本勢最高は、不動裕理の-14（274）で3位タイ

### LPGA・女子国際大会
- 第4回ワールドカップ（1月18日〜20日  南アフリカ共和国・ゲーリープレーヤーCC）
  - 優勝： フィリピン -18（198）（初優勝） 準優勝： 韓国 3位タイ： 日本（ 諸見里しのぶ・佐伯三貴ペア）、 チャイニーズタイペイ -13（203）。

### PGA・日本男子メジャー大会
- 日本プロゴルフ選手権大会（5月15日〜18日 群馬県・：レーサムG＆スパR）
  - 優勝：片山晋呉 -23（265） 5年ぶり2回目
- 日本ゴルフツアー選手権（7月3日〜6日 茨城県・：宍戸ヒルズCC）
  - 優勝：星野英正 -12（272） 初優勝
- 日本オープンゴルフ選手権競技（10月16日〜19日 福岡県・古賀ゴルフクラブ）
  - 優勝：片山晋呉 -1（283） 3年ぶり2回目【ツアー通算25勝目となり、7人目となる永久シード権獲得】
- ゴルフ日本シリーズ（12月4日〜7日 東京都・東京よみうりカントリークラブ）
  - 優勝：ジーブ・ミルカ・シン -11（269） 2年ぶり2回目

### JLPGA・日本女子メジャー大会
- ワールドレディスチャンピオンシップ（5月8日〜11日 東京都稲城市・東京よみうりカントリークラブ
  - 優勝：福嶋晃子 -4（284）
    - 申智愛（ 韓国）とのプレーオフ
- 日本女子プロゴルフ選手権大会（9月11日〜14日 石川県加賀市・片山津GC白山コース
  - 優勝：辛炫周 （ 韓国） -5（283）
- 日本女子オープンゴルフ選手権競技（10月2日〜5日 新潟県新発田市・紫雲GC・加治川コース
  - 優勝：李知姫 （ 韓国） -4（284）
- LPGAツアーチャンピオンシップ（11月27日〜30日 宮崎県・宮崎カントリークラブ）
  - 優勝：古閑美保 -6（282）

## 自転車競技

### 世界選手権大会
- シクロクロス世界選手権:1月26日、27日、 イタリア、トレヴィーゾ

男子エリート・・・ラース・ボーム（ オランダ）
女子エリート・・・ハンカ・クフェルナーゲル（ ドイツ）
- トラックレース世界選手権:3月26日〜30日、 イギリス、マンチェスター

男子スプリント・・・クリス・ホイ（ イギリス）
男子ケイリン・・・クリス・ホイ（ イギリス）
男子チームスプリント・・・ フランス
男子ポイントレース・・・ヴァシリ・キリエンカ（ ベラルーシ）
男子個人追い抜き・・・ブラッドリー・ウィギンス（ イギリス）
男子団体追い抜き・・・ イギリス
男子マディソン・・・ イギリス
女子スプリント・・・ヴィクトリア・ペンドルドン（ イギリス）
女子個人追い抜き・・・レベッカ・ロメロ（ イギリス）
女子ポイントレース・・・マリアンヌ・フォス（ オランダ）
- BMX世界選手権:5月29日〜6月1日、 中国、太原

男子エリート・・・マーリス・シュトロムベルグス（ ラトビア）
女子エリート・・・シャネーズ・リード（ イギリス）
- マウンテンバイク世界選手権:6月17日〜22日、 イタリア、ヴァル・ディ・ソーレ

男子クロスカントリー・・・クリストフ・ザウザー（ スイス）
女子クロスカントリー・・・マルガリータ・フリャナ（ スペイン）
男子ダウンヒル・・・ジー・アサートン（ イギリス）
女子ダウンヒル・・・ラッシェル・アサートン（ イギリス）
- ロードレース世界選手権:9月23日〜28日、 イタリア、ヴァレーゼ

男子ロードレース・・・アレッサンドロ・バッラン（ イタリア） 6時間37分30秒
男子タイムトライアル・・・ベルト・グラプシュ（ ドイツ）
女子ロードレース・・・ニコール・クック（ イギリス）
女子タイムトライアル・・・アンバー・ネーベン（ アメリカ合衆国）

### グランツール
- ジロ・デ・イタリア:5月10日〜6月1日

総合優勝・・・アルベルト・コンタドール（ スペイン）89時間56分49秒
ポイント賞・・・ダニエーレ・ベンナーティ（ イタリア）
山岳賞・・・エマヌエーレ・セッラ（ イタリア）
新人賞・・・リカルド・リッコ（ イタリア）
- ツール・ド・フランス:7月5日〜27日

総合優勝・・・カルロス・サストレ（ スペイン）87時間52分52秒
ポイント賞・・・オスカル・フレイレ（ スペイン）
山岳賞・・・ベルンハルト・コール（ オーストリア）
新人賞・・・アンディ・シュレク（ ルクセンブルク）
- ブエルタ・ア・エスパーニャ:8月30日〜9月21日

総合優勝・・・アルベルト・コンタドール（ スペイン）80時間40分08秒
コンタドールはこの優勝により、史上5人目となる、グランツール完全制覇を達成した。
ポイント賞・・・フレフ・ファンアヴェルマート（ ベルギー）
山岳賞・・・ダヴィ・モンクティエ（ フランス）
コンビネーション賞・・・アルベルト・コンタドール（ スペイン）

### その他
- UCIプロツアー

個人総合優勝・・・アレハンドロ・バルベルデ（ スペイン）
- ジャパンカップサイクルロードレース（10月25日〜26日、宇都宮市）
男子エリート優勝：ダミアーノ・クネゴ（ イタリア、ランプレ）

## 柔道
- 全日本選抜柔道体重別選手権大会（4月5日〜6日、福岡国際センター）
- 全日本女子柔道選手権大会（4月20日、横浜文化体育館）
優勝 : 塚田真希（綜合警備保障）
- 全日本柔道選手権大会（4月29日、日本武道館）
優勝 : 石井慧（国士舘大学）
- 世界柔道団体選手権大会（10月5日、東京武道館）
男子決勝 : グルジア（4勝2敗） ウズベキスタン
女子決勝 :  日本（5勝1敗） フランス
- 講道館杯全日本柔道体重別選手権大会（11月15日〜16日、千葉ポートアリーナ）
- 2008年世界柔道選手権大会（12月20日〜21日、 フランス・ラバロワ）

## 水泳
- 第9回世界短水路選手権（4月9日〜13日、 イギリス・マンチェスター）
- 日本短水路選手権水泳競技大会（2月23日〜24日、東京辰巳国際水泳場）
- 日本選手権水泳競技大会飛込競技（4月4日〜6日、東京辰巳国際水泳場）
- 日本選手権水泳競技大会競泳競技兼五輪代表選考会（4月15日〜20日、東京辰巳国際水泳場）
- 日本選手権水泳競技大会シンクロナイズドスイミング競技（5月2日〜5日、東京辰巳国際水泳場）
- 日本選手権水泳競技大会水球競技（9月5日〜7日、東京体育館屋内プール）

## スケート

### ショートトラック
- 全日本ショートトラックスピードスケート選手権大会（2月23日〜24日、長野県）
- 世界ショートトラックスピードスケート選手権大会（3月7日〜9日、 韓国）

### スピードスケート
- 世界スプリントスピードスケート選手権（1月19日〜20日、 フィンランド・ヘルシンキ）
男子総合優勝 : 李奎爀（ 韓国）
女子総合優勝 : ジェニー・ウォルフ（ ドイツ）
- 世界オールラウンドスピードスケート選手権（2月9日〜24日、 ドイツ・ベルリン）
男子総合優勝 : スベン・クラマー（ オランダ）
女子総合優勝 : パウリーン・ファン・デーテコム（ オランダ）
- 世界距離別スピードスケート選手権（3月6日〜9日、長野県・エムウェーブ）

### フィギュアスケート
- 四大陸フィギュアスケート選手権（2月11日〜17日、 韓国・高陽市）
男子シングル優勝 : 髙橋大輔（ 日本）
女子シングル優勝 : 浅田真央（ 日本）
ペア優勝 : 龐清、佟健組（ 中国）
アイスダンス優勝 : テッサ・ヴァーチュ、スコット・モイア組（ カナダ）
- 世界フィギュアスケート選手権（3月17日〜23日、 スウェーデン・イエテボリ）
男子シングル優勝 : ジェフリー・バトル（ カナダ）
女子シングル優勝 : 浅田真央（ 日本）
ペア優勝 : アリオナ・サフチェンコ、ロビン・ゾルコーヴィ組（ ドイツ）
アイスダンス優勝 : イザベル・ドロベル、オリヴィエ・シェーンフェルダー組（ フランス）
- ISUグランプリファイナル（12月10日〜14日、 韓国・高陽市）
男子シングル優勝 : ジェレミー・アボット（ アメリカ合衆国）
女子シングル優勝 : 浅田真央（ 日本）
ペア優勝 : 龐清、佟健組（ 中国）
アイスダンス優勝 : イザベル・ドロベル、オリヴィエ・シェーンフェルダー組（ フランス）
- 全日本フィギュアスケート選手権（長野県・ビッグハット）
男子シングル優勝 : 織田信成（関西大学）
女子シングル優勝 : 浅田真央（中京大中京高校）
ペア優勝 : 高橋成美（渋谷教育学園幕張高校）、マーヴィン・トラン（St-Leonard FSC）組
アイスダンス優勝 : キャシー・リード、クリス・リード組（川越FSC）

## 体操

### 体操競技
- 全日本体操競技選手権大会（10月31日〜11月2日、新潟県・リージョンプラザ上越）
男子個人総合優勝 : 内村航平（日本体育大学）
男子団体優勝 : 日本体育大学
女子個人総合優勝 : 鶴見虹子（朝日生命体操クラブ）
女子団体優勝 : 朝日生命体操クラブ

### 新体操
- 第61回全日本新体操選手権大会（12月5日〜7日、千葉ポートアリーナ）
男子個人総合優勝 : 春日克之（青森大学）
男子団体総合優勝 : 国士舘大学
女子個人総合優勝 : 日高舞（東京女子体育大学）
女子団体総合優勝 : 東京女子体育大学

### トランポリン
- 第45回全日本トランポリン競技選手権大会（10月25日〜26日、釧路根室圏総合体育館）
男子個人優勝 : 伊藤正樹（金沢学院北國クラブ）
女子個人優勝 : 廣田遥（阪南大学）

## 卓球
- 全日本卓球選手権大会（1月15日〜20日、東京体育館）
男子シングルス優勝：水谷隼
女子シングルス優勝：平野早矢香
男子ダブルス優勝：岸川聖也、水谷隼
女子ダブルス優勝：福原愛、照井萌美
混合ダブルス優勝：田勢邦史、田勢美貴江
- 第49回世界卓球選手権団体戦（2月24日〜3月2日、 中国・広州市）
男子決勝： 中国（3勝0敗） 韓国
女子決勝： 中国（3勝1敗） シンガポール

## テニス

### グランドスラム
- 全豪オープン（1月14日〜27日）
  - 男子シングルス優勝：ノバク・ジョコビッチ（ セルビア）（初優勝）
  - 女子シングルス優勝：マリア・シャラポワ（ ロシア）（初優勝）
  - 男子ダブルス優勝：ジョナサン・エルリック&アンディ・ラム組（ イスラエル）（初優勝）
  - 女子ダブルス優勝：アリョーナ・ボンダレンコ&カテリナ・ボンダレンコ組（ ウクライナ）（初優勝）
  - 混合ダブルス優勝：：ネナド・ジモニッチ（ セルビア）&孫甜甜組（ 中国）（初優勝）
- 全仏オープン（5月25日〜6月8日）
  - 男子シングルス優勝：ラファエル・ナダル（ スペイン）（4年連続4回目）
  - 女子シングルス優勝：アナ・イバノビッチ（ セルビア）（初優勝）
  - 男子ダブルス優勝：ルイス・オルナ（ ペルー）&パブロ・クエバス組（ ウルグアイ）（初優勝）
  - 女子ダブルス優勝：アナベル・メディナ・ガリゲス&ビルヒニア・ルアノ・パスクアル組（ スペイン）（初優勝）
  - 混合ダブルス優勝：ボブ・ブライアン（ アメリカ合衆国）&ビクトリア・アザレンカ（ ベラルーシ）組（初優勝）
- ウインブルドン（6月23日〜7月6日）
  - 男子シングルス優勝：ラファエル・ナダル（ スペイン）（初優勝）
  - 女子シングルス優勝：ビーナス・ウィリアムズ（ アメリカ合衆国）（2年連続5回目）
  - 男子ダブルス優勝：ダニエル・ネスター（ カナダ）&ネナド・ジモニッチ組（ セルビア）（初優勝）
  - 女子ダブルス優勝：：ビーナス・ウィリアムズ&セリーナ・ウィリアムズ組（ アメリカ合衆国）（5年ぶり3回目）
  - 混合ダブルス優勝：：ボブ・ブライアン（ アメリカ合衆国）&サマンサ・ストーサー（ オーストラリア）組（初優勝）
- 全米オープン（8月25日〜9月8日）
  - 男子シングルス優勝：ロジャー・フェデラー（ スイス）（5年連続5回目）
  - 女子シングルス優勝：セリーナ・ウィリアムズ（ アメリカ合衆国）（6年ぶり3回目）
  - 男子ダブルス優勝：ボブ・ブライアン&マイク・ブライアン組（ アメリカ合衆国）（3年ぶり2回目）
  - 女子ダブルス優勝：：リーゼル・フーバー（ アメリカ合衆国）&カーラ・ブラック組（ ジンバブエ）（初優勝）
  - 混合ダブルス優勝：：リーンダー・パエス（ インド）&カーラ・ブラック（ ジンバブエ）組（初優勝）

### 北京オリンピック
（8月10日〜8月17日）

#### 男子シングルス
| 順位 | 選手名                   | 国・地域       |
| ---- | ------------------------ | -------------- |
| 1    | ラファエル・ナダル       | スペイン       |
| 2    | フェルナンド・ゴンサレス | チリ           |
| 3    | ノバク・ジョコビッチ     | セルビア       |
| 4    | ジェームズ・ブレーク     | アメリカ合衆国 |

#### 女子シングルス
| 順位 | 選手名                 | 国・地域 |
| ---- | ---------------------- | -------- |
| 1    | エレーナ・デメンチェワ | ロシア   |
| 2    | ディナラ・サフィナ     | ロシア   |
| 3    | ベラ・ズボナレワ       | ロシア   |
| 4    | 李娜                   | 中国     |

#### 男子ダブルス
| 順位 | 選手名                                         | 国・地域       |
| ---- | ---------------------------------------------- | -------------- |
| 1    | ロジャー・フェデラー＆スタニスラス・ワウリンカ | スイス         |
| 2    | シーモン・アスペリン＆トーマス・ヨハンソン     | スウェーデン   |
| 3    | ボブ・ブライアン＆マイク・ブライアン           | アメリカ合衆国 |
| 4    | アルノー・クレマン＆ミカエル・ロドラ           | フランス       |

#### 女子ダブルス
| 順位 | 選手名                                                       | 国・地域       | 備考                   |
| ---- | ------------------------------------------------------------ | -------------- | ---------------------- |
| 1    | ビーナス・ウィリアムズ＆セリーナ・ウィリアムズ               | アメリカ合衆国 | ウィンブルドン優勝ペア |
| 2    | ビルヒニア・ルアノ・パスクアル＆アナベル・メディナ・ガリゲス | スペイン       | 全仏オープン優勝ペア   |
| 3    | 鄭潔＆晏紫                                                   | 中国           |                        |
| 4    | アリョーナ・ボンダレンコ＆カテリナ・ボンダレンコ             | ウクライナ     | 全豪オープン優勝ペア   |

### デビスカップ・フェドカップ
- デビスカップ決勝（11月21日～23日、 アルゼンチン・マル・デル・プラタ） スペイン （3勝1敗）  アルゼンチン
- フェドカップ決勝（9月13日～14日、 スペイン・マドリード） ロシア （4勝0敗）  スペイン

### 日本
- 全日本テニス選手権（11月9日～16日、東京都・有明テニスの森公園）
男子単決勝 : 添田豪 2-1 伊藤竜馬
女子単決勝 : クルム伊達公子 2-0 瀬間友里加

## バドミントン
- トマス杯（5月11日～18日、 インドネシア・ジャカルタ）
決勝 :  中国 3-1  韓国
- ユーバー杯（5月11日～18日、 インドネシア・ジャカルタ）
決勝 :  中国 3-0  インドネシア
- 全日本総合バドミントン選手権大会（11月11日～16日、東京・国立代々木競技場第2体育館）
男子シングルス優勝 : 田児賢一（NTT東日本）
女子シングルス優勝 : 廣瀬栄理子（三洋電機）
男子ダブルス優勝 : 坂本修一、池田信太郎（日本ユニシス）
女子ダブルス優勝 : 小椋久美子、潮田玲子（三洋電機）
混合ダブルス優勝 : 舛田圭太（トナミ運輸）、前田美順（NEC SKY）

## ハンドボール
- 北京オリンピックアジアやり直し予選（国立代々木競技場・1月29日〜30日）
  - 男子  日本 25 - 28  韓国
  - 女子  日本 21 - 34  韓国
- 実業団選手権大会（沖縄・県立武道館）・7月30日〜8月3日
  - 男子 優勝大崎電気、2位湧永製薬、3位大同特殊鋼、ホンダ
  - 女子 優勝北國銀行、2位オムロン、3位ソニーセミコンダクタ九州、4位香川銀行、5位広島メイプルレッズ
- 全日本総合ハンドボール選手権大会（12月17日〜21日、いしかわ総合スポーツセンター）
男子決勝 : 大同特殊鋼 38 - 26 大崎電気
女子決勝 : オムロン 25 - 24  北國銀行
- 第32回日本ハンドボールリーグ（2007-2008シーズン）
男子優勝 : 大同特殊鋼
女子優勝 : オムロン

## プロレス
- プロレス大賞MVP 武藤敬司（全日本プロレス）
- G1クライマックス優勝 後藤洋央紀（初優勝）
- 世界最強タッグ決定リーグ戦優勝 天山広吉＆小島聡組「テンコジタッグ」

## ボクシング

### プロボクシング

#### 日本のジム所属選手の世界戦
| 開催日   | 会場                                     | タイトル種別                                 | 対戦者                                           | 結果             | 対戦者                                                 |
| -------- | ---------------------------------------- | -------------------------------------------- | ------------------------------------------------ | ---------------- | ------------------------------------------------------ |
| 1月10日  | 大阪府大阪市浪速区 大阪府立体育会館      | WBC世界バンタム級 タイトルマッチ             | 長谷川穂積 （王者／真正）                        | ☆判定★           | シモーネ・マルドロット （1位／ イタリア）              |
| 1月10日  | 大阪府大阪市浪速区 大阪府立体育会館      | WBA世界バンタム級 タイトルマッチ             | ウラジミール・シドレンコ · （王者／ ウクライナ） | ☆判定★           | 池原信遂 （4位／大阪帝拳）                             |
| 1月14日  | 神奈川県横浜市中区 横浜文化体育館        | WBA世界スーパーフライ級 タイトルマッチ       | アレクサンデル・ムニョス （王者／ ベネズエラ）   | ☆判定★           | 川嶋勝重 （7位／大橋）                                 |
| 3月1日   | 東京都文京区 後楽園ホール                | WBA世界ミニマム級 タイトルマッチ             | 新井田豊 （王者／横浜光）                        | ☆6RKO★ 2分16秒   | ホセ・ルイス・バレラ （13位／ ベネズエラ）             |
| 3月8日   | 東京都墨田区 両国国技館                  | WBC世界フライ級 タイトルマッチ               | 内藤大助 （王者／宮田）                          | 判定引分         | ポンサクレック・ ウォンジョンカム （1位／ タイ）       |
| 3月29日  | 千葉県千葉市美浜区 幕張メッセ            | WBA世界フライ級 タイトルマッチ               | 坂田健史 （王者／協栄）                          | ☆判定★           | 山口真吾 （7位／渡嘉敷）                               |
| 4月26日  | カンボジアプノンペン                     | WBC女子ライトフライ級 タイトルマッチ         | サムソン・ソー・シリポン （王者／ タイ）         | ☆判定★           | 江畑佳代子 （8位／ワタナベ）                           |
| 5月19日  | 東京都江東区 ディファ有明                | WBA世界ライト級 タイトルマッチ               | ホセ・アルファロ （王者／ ニカラグア）           | ★3RTKO☆ 2分08秒  | 小堀佑介 （7位／角海老宝石）                           |
| 6月1日   | 韓国 高陽                                | WBC女子ミニフライ級 暫定王座決定戦           | 許恩栄 （16位／ 韓国）                           | ☆判定★           | 上村里子 （5位／山木）                                 |
| 6月12日  | 東京都千代田区 日本武道館                | WBC世界バンタム級 タイトルマッチ             | 長谷川穂積 （王者／真正）                        | ☆2RKO★ 2分18秒   | クリスチャン・ファッシオ （9位／ ウルグアイ）          |
| 6月12日  | 東京都千代田区 日本武道館                | WBA世界スーパーフェザー級 タイトルマッチ     | エドウィン・バレロ （王者／帝拳・ ベネズエラ）   | ☆7RTKO★ 1分55秒  | 嶋田雄大 （7位／ヨネクラ）                             |
| 6月14日  | メキシコ メキシコシティ                  | WBC世界ライトフライ級 タイトルマッチ         | エドガル・ソーサ （王者／ メキシコ）             | ☆8RTKO★ 1分39秒  | 國重隆 （6位／大阪帝拳）                               |
| 6月18日  | タイ プーケット                          | WBC世界ミニマム級 タイトルマッチ             | オーレイドン・シスサマーチャイ （王者／ タイ）   | ☆9RKO★ 1分14秒   | 戎岡淳一 （15位／明石）                                |
| 7月13日  | 韓国 高陽                                | WBC女子ライトフライ級 暫定王座決定戦         | 富樫直美 （3位／ワタナベ）                       | ☆判定★           | 金珍 （6位／ 韓国）                                    |
| 7月30日  | 東京都渋谷区 国立代々木競技場 第一体育館 | WBA世界フライ級 タイトルマッチ               | 坂田健史 （王者／協栄）                          | ☆判定★           | 久高寛之 （3位／仲里・ATSUMI）                         |
| 7月30日  | 東京都渋谷区 国立代々木競技場 第一体育館 | WBC世界フライ級 タイトルマッチ               | 内藤大助 （王者／宮田）                          | ☆10RKO★ 0分57秒  | 清水智信 （13位／金子）                                |
| 8月11日  | 東京都文京区 後楽園ホール                | WBC女子世界ライト級 王座決定戦               | 風神ライカ （1位／山木）                         | ★判定☆           | アン・サクラート （3位／ アメリカ合衆国）              |
| 8月11日  | 東京都文京区 後楽園ホール                | WBC女子世界アトム級 タイトルマッチ           | ウィンユー・パラドーンジム （王者／ タイ）       | ★2RKO☆ 0分48秒   | 小関桃 （9位／青木）                                   |
| 9月13日  | ウクライナ リヴィウ                      | WBA世界スーパーライト級 タイトルマッチ       | アンドレアス・コテルニク · （王者／ ウクライナ） | ☆判定★           | 木村登勇 （15位／横浜光）                              |
| 9月15日  | 神奈川県横浜市西区 パシフィコ横浜        | WBA世界ミニマム級 タイトルマッチ             | 新井田豊 （王者／横浜光）                        | ★4RTKO☆ 1分59秒  | ローマン・ゴンザレス （1位／ ニカラグア）              |
| 9月15日  | 神奈川県横浜市西区 パシフィコ横浜        | WBA世界スーパーフライ級 王座決定戦           | 名城信男 （1位／六島）                           | ☆判定★           | 河野公平 （3位／ワタナベ）                             |
| 9月15日  | 神奈川県横浜市西区 パシフィコ横浜        | WBC世界スーパーバンタム級 暫定王座決定戦     | 西岡利晃 （2位／帝拳）                           | ☆判定★           | ナパーポン・ キャッティサクチョーチャイ （3位／ タイ） |
| 10月16日 | 東京都渋谷区 国立代々木競技場 第一体育館 | WBC世界バンタム級 タイトルマッチ             | 長谷川穂積 （王者／真正）                        | ☆2RTKO★ 2分41秒  | アレハンドロ・バルデス （2位／ メキシコ）              |
| 10月16日 | 東京都渋谷区 国立代々木競技場 第一体育館 | WBC世界フェザー級 タイトルマッチ             | オスカー・ラリオス （王者／ メキシコ）           | ☆判定★           | 粟生隆寛 （9位／帝拳）                                 |
| 10月24日 | 東京都文京区 後楽園ホール                | WBA世界フェザー級 タイトルマッチ             | クリス・ジョン （王者／ インドネシア）           | ☆判定★           | 榎洋之 （4位／角海老宝石）                             |
| 10月30日 | パナマ パナマシティ                      | WBA世界バンタム級 タイトルマッチ             | アンセルモ・モレノ （王者／ パナマ）             | ☆判定★           | ロリー松下 （7位／カシミ）                             |
| 11月7日  | 中国 成都                                | WBC世界ミニマム級 暫定タイトルマッチ         | ファン・パラシオス （暫定王者／ ニカラグア）     | ☆8RTKO★ 2分28秒  | 三澤照夫 （9位／帝拳）                                 |
| 11月28日 | パナマ パナマシティ                      | WBA世界スーパーフェザー級 王座決定戦         | ホルヘ・リナレス （2位／帝拳）                   | ☆5RTKO★ 1分08秒  | ワイベル・ガルシア （9位／ パナマ）                    |
| 12月8日  | 東京都文京区 後楽園ホール                | WBC女子世界アトム級 タイトルマッチ           | 小関桃 （王者／青木）                            | ☆判定★           | 金慧珉 （ライトフライ級12位／ 韓国）                   |
| 12月8日  | 東京都文京区 後楽園ホール                | WBC女子世界ライトフライ級 暫定タイトルマッチ | 富樫直美 （王者／ワタナベ）                      | ☆10RTKO★         | 菊地奈々子 （ミニフライ級3位／白井・具志堅）           |
| 12月23日 | 東京都墨田区 両国国技館                  | WBC世界フライ級 タイトルマッチ               | 内藤大助 （王者／宮田）                          | ☆11RTKO★ 1分11秒 | 山口真吾 （13位／渡嘉敷）                              |
| 12月31日 | 広島県広島市西区 広島サンプラザホール    | WBA世界フライ級 タイトルマッチ               | 坂田健史 （王者／協栄）                          | ★2RKO☆ 2分55秒   | デンカオセーン・シンワンチャー （1位／ タイ）          |

## モータースポーツ
- ユーロミルホー・ダカールラリー - 中止

### 四輪カテゴリー
- F1

- - ドライバーズチャンピオン:ルイス・ハミルトン（ イギリス、マクラーレン）98ポイント（初）
  - コンストラクターズチャンピオン:フェラーリ 172ポイント（2年連続16回目）
  - モナコグランプリ（5月25日、モンテカルロ市街地コース）
優勝：ルイス・ハミルトン（ イギリス、マクラーレン）
  - 日本GP（10月12日、富士スピードウェイ）
優勝:フェルナンド・アロンソ（ スペイン、ルノー）
- WRC・世界ラリー選手権

- - 世界ドライバーズ・チャンピオンシップ : セバスチャン・ローブ（ フランス、シトロエン）
  - ラリージャパン（10月24日〜10月26日、北海道）
優勝:ミッコ・ヒルボネン（ フィンランド、フォード）
- IRL

- - ドライバーズ・チャンピオンシップ : スコット・ディクソン（ ニュージーランド、ターゲット・チップ・ガナッシ・レーシング/ダラーラ/ホンダ）
  - インディジャパン300（4月19日、ツインリンクもてぎ）
優勝 : ダニカ・パトリック（アンドレッティ・グリーン・レーシング） - インディカー史上初の女性ドライバーの優勝
  - インディ500（5月25日、インディアナポリス・モーター・スピードウェイ）
優勝：スコット・ディクソン（チップ・ガナッシ）
- ル・マン24時間レース（6月14日 - 15日、 フランス・ル・マンサルト・サーキット）
総合優勝 : リナルド・カペッロ（ イタリア）/アラン・マクニッシュ（ イギリス）/トム・クリステンセン（ デンマーク）
（アウディスポーツ・ノースアメリカ（ ドイツ）、アウディR10） 381周
- フォーミュラ・ニッポン

- - シリーズチャンピオン：松田次生（mobilecast IMPUL）
- SUPER GT

- - GT500クラスシリーズチャンピオン：本山哲 / ブノワ・トレルイエ（XANAVI NISMO GT-R）
  - GT300クラスシリーズチャンピオン：星野一樹 / 安田裕信（MOLA レオパレス Z）

### 二輪カテゴリー
- MotoGP

- - MotoGPクラス世界ライダーズ・チャンピオンシップ：バレンティーノ・ロッシ（ イタリア、フィアット・ヤマハ）
  - 日本グランプリ（9月28日、ツインリンクもてぎ）
MotoGPクラス優勝 : バレンティーノ・ロッシ（ イタリア、フィアット・ヤマハ）
- 鈴鹿8時間耐久ロードレース（7月27日、三重県・鈴鹿サーキット）
  - 総合優勝 : 清成龍一/カルロス・チェカ（ドリーム・ホンダ・レーシングチーム）
- 全日本ロードレース選手権
  - JSB1000クラスシリーズチャンピオン：中須賀克行（YSP&PRESTOレーシング）

## ラグビー

### 国際大会
- シックス・ネイションズ（2月2日〜3月15日）
優勝： ウェールズ（5戦全勝） - グランドスラム達成
- トライネイションズ（7月19日〜9月13日）
優勝: ニュージーランド

### 全日本選手権
- 決勝：3月16日 東京・秩父宮ラグビー場
三洋電機ワイルドナイツ 40-18 サントリーサンゴリアス（初優勝）

### ジャパンラグビートップリーグ
- ジャパンラグビートップリーグ レギュラーシーズン〜2月9日
1位 : 三洋電機ワイルドナイツ 勝点63
2位 : サントリーサンゴリアス 勝点53
3位 : トヨタ自動車ヴェルブリッツ 勝点50
4位 : 東芝ブレイブルーパス 勝点47

の4チームがマイクロソフトカップに進出
- マイクロソフトカップ決勝（秩父宮ラグビー場・2月24日）
サントリーサンゴリアス14-10 三洋電機ワイルドナイツ（初優勝）

### 日本の学生ラグビー
- 第87回全国高等学校ラグビーフットボール大会決勝（近鉄花園ラグビー場・1月7日）
東福岡（福岡）12 - 5伏見工業（京都）（初優勝）
- 第44回全国大学ラグビーフットボール選手権大会決勝（国立霞ヶ丘競技場陸上競技場・1月12日）
早稲田大学26 - 6 慶應義塾大学（2年ぶり14回目）

## 陸上競技
- IAAFグランプリ大阪大会（5月10日、長居陸上競技場）
- 第92回日本陸上競技選手権大会（6月26日〜29日、等々力陸上競技場）
- 日本学生陸上競技対校選手権大会（9月12日〜14日、国立霞ヶ丘競技場陸上競技場）
- スーパー陸上（9月23日、等々力陸上競技場）

### マラソン

#### ワールドマラソンメジャーズ
2007-2008総合男子優勝 : マーティン・レル（ ケニア） 76ポイント
2007-2008総合女子優勝 : イリーナ・ミキテンコ（ ドイツ） 65ポイント
- ロンドンマラソン（4月13日）
男子優勝 : マーティン・レル（ ケニア） 2時間05分15秒
女子優勝 : イリナ・ミキテンコ（ ドイツ）2時間24分14秒
- ボストンマラソン（4月21日）
男子優勝 : ロバート・チェルイヨット（ ケニア） 2時間07分46秒
女子優勝 : ディレ・トゥネ（ エチオピア） 2時間25分25秒
- 北京オリンピック陸上競技
男子マラソン（8月24日）優勝 : サムエル・ワンジル（ ケニア） 2時間06分32秒
女子マラソン（8月17日）優勝 : コンスタンティナ・トメスク（ ルーマニア） 2時間26分44秒
- ベルリンマラソン（9月28日）
男子優勝 : ハイレ・ゲブレシラシエ（ エチオピア） 2時間03分59秒
女子優勝 : イリーナ・ミキテンコ（ ドイツ） 2時間19分19秒
- シカゴマラソン（10月12日）
男子優勝 : エバンス・チェルイヨット（ ケニア） 2時間06分25秒
女子優勝 : ディア・グリゴリエワ（ ロシア） 2時間27分17秒
- ニューヨークシティマラソン（11月2日）
男子優勝 : マリウソン・ゴメス・ドスサントス（ ブラジル） 2時間08分43秒
女子優勝 : ポーラ・ラドクリフ（ イギリス） 2時間23分56秒

#### 日本国内大会

##### 男子
- 第57回別府大分毎日マラソン （大分県大分市 大分市営陸上競技場発着2月3日）
  - 優勝 : 足立知弥（旭化成）2時間11分59秒 （初優勝）
- 第63回びわ湖毎日マラソン（滋賀県大津市皇子山陸上競技場発着3月2日）
  - ムバラク・ハッサン・シャミ（ カタール）2時間8分23秒（初優勝）
  - 日本人最高は大崎悟史（ 日本／NTT西日本）の2時間8分36秒
- 第62回福岡国際マラソン
  - 12月7日 福岡市中央区 平和台陸上競技場スタート・ゴール
  - 優勝 : ツェガエ・ケベデ（ エチオピア）2時間6分10秒 （初優勝）
    - 日本人最高は入船徹（ 日本／カネボウ）の2位 2時間9分23秒

##### 女子
- 第27回大阪国際女子マラソン（大阪府大阪市・長居陸上競技場発着1月27日）
  - 優勝 : マーラ・ヤマウチ （ イギリス）2時間25分10秒 （初優勝）
  - 日本人最高は森本友（ 日本／天満屋）の2時間25分34秒 で2位
- 第29回名古屋国際女子マラソン（愛知県名古屋市瑞穂区・瑞穂陸上競技場発着3月9日）
  - 優勝 : 中村友梨香（ 日本／天満屋） 2時間25分51秒 （初マラソン、初優勝）
- 第30回東京国際女子マラソン（東京都新宿区・国立霞ヶ丘競技場発着11月16日）
  - 優勝 : 尾崎好美（ 日本／第一生命） 2時間23分30秒 （初優勝）

##### 男女同日開催
- 第2回東京マラソン
  - 2月17日 東京都新宿区 東京都庁前→江東区東京国際展示場ゴール
  - 男子の部優勝 : ビクトル・ロスリン ( スイス) 2時間07分23秒
  - 日本人最高は藤原新（ 日本／JR東日本）の2位 2時間08分40秒
  - 女子の部優勝 : クラウディア・ドレハー （ ドイツ） 2時間35分35秒
- 第10回長野オリンピック記念長野マラソン
  - 4月20日 長野市長野運動公園前スタート、長野オリンピックスタジアムゴール
  - 男子優勝 : ネファト・キニャンジュ（ ケニア） 2時間14分17秒
  - 女子優勝 : アレブティナ・イワノワ（ ロシア） 2時間26分38秒
- 第22回北海道マラソン
  - 8月31日 真駒内屋外競技場スタート、中島公園ゴール
  - 男子優勝 : 高見澤勝（ 日本／佐久長聖教員クラブ） 2時間12分10秒
  - 女子優勝 : 佐伯由香里（ 日本／アルゼ） 2時間31分50秒

### 駅伝

#### 男子
- 第52回全日本実業団駅伝（群馬県・1月1日）
  - 優勝 : コニカミノルタ 4時間46分28秒 （2年ぶり6度目）
- 第84回東京箱根間往復大学駅伝競走（東京都千代田区読売新聞本社前⇔神奈川県箱根町・芦ノ湖1月2日〜3日）
  - 総合優勝 : 駒澤大学 11時間05分00秒 （3年ぶり6度目）
  - 往路優勝 : 早稲田大学 5時間33分08秒 （12年ぶり13度目）
  - 復路優勝 : 駒澤大学 5時間30分38秒 （3年ぶり7度目）
- 第13回全国都道府県対抗男子駅伝競走大会（広島県・1月20日）
  - 優勝 : 長野 2時間21分07秒 （2年ぶり4回目）
- 第20回出雲全日本大学選抜駅伝競走（島根県・10月13日）
  - 優勝 : 日本大学 2時間08分27秒 （4年ぶり4回目）
- 第40回全日本大学駅伝対校選手権大会（愛知県名古屋市熱田区→三重県伊勢市・11月2日）
  - 優勝 : 駒澤大学 5時間16分17秒 （3年連続8回目）
    - 同大会3連覇は24〜27回大会の早稲田大学以来、13年ぶり4校目（5度目）

#### 女子
- 第26回全国都道府県対抗女子駅伝競走大会（京都市右京区 西京極陸上競技場発着・1月13日）
  - 優勝 : 京都 2時間14分58秒 （4年連続12回目）
- 第26回横浜国際女子駅伝（横浜市中区 横浜赤レンガ倉庫発着・2月24日）
  - 優勝 : エチオピア2時間14分47秒 （4年ぶり2回目）
    -  日本は2時間16分41秒で2位
- 第26回全日本大学女子駅伝対校選手権大会（宮城県・10月26日）
  - 優勝 : 立命館大学 2時間6分53秒 （3年連続5度目）
- 第28回全日本実業団対抗女子駅伝大会（岐阜県・12月16日）
  - 優勝 : 豊田自動織機 2時間14分17秒 （初優勝）
- 第6回全日本大学女子選抜駅伝競走大会（茨城県・12月23日）
  - 優勝 : 立命館大学 1時間38分33秒

#### 男女混合
- 第20回国際千葉駅伝（千葉市稲毛区 千葉県総合スポーツセンター陸上競技場発着・11月24日）
  - 優勝 : エチオピア2時間5分27秒
    -  日本は2時間6分39秒で2位

#### 男女同日開催
- 男子第59回、女子第20回全国高等学校駅伝競走大会
  - 12月21日 京都市西京極総合運動公園陸上競技場スタート・ゴール
    - 男子優勝：佐久長聖（長野）2時間02分18秒（初優勝）
    - 女子優勝：豊川（愛知） 1時間07分37秒（初優勝）

## レスリング
- レスリング世界選手権（10月11日〜13日、 日本・東京）
- 全日本選抜レスリング選手権大会（6月25日〜26日、代々木第2体育館）
- 全日本レスリング選手権大会（12月21日〜23日、代々木第2体育館）

## スポーツの賞
- 日本プロスポーツ大賞
大賞 : 石川遼（男子ゴルフ）
殊勲賞 : 埼玉西武ライオンズ（野球）、岩隈久志（野球）、白鵬翔（大相撲）
最高新人賞 : 三浦皇成（中央競馬）
特別賞 : 王貞治（野球）、渡辺久信（野球）、ガンバ大阪（サッカー）、クルム伊達公子（女子テニス）
- 平成20年度JOCスポーツ賞
最優秀賞 : 第29回オリンピック競技大会ソフトボール日本代表チーム
優秀賞 : 内柴正人（柔道）、谷本歩実（柔道）、上野雅恵（柔道）
新人賞 : 圖師未希絵（アーチェリー）
特別功労賞 : 第29回オリンピック競技大会レスリング女子チーム（伊調千春、吉田沙保里、伊調馨、浜口京子）、太田雄貴（フェンシング）、第29回オリンピック競技大会陸上競技男子4×100mリレーチーム（塚原直貴、末續慎吾、髙平慎士、朝原宣治）
特別栄誉賞 : 北島康介（水泳）
- ローレウス世界スポーツ賞
最優秀男子選手 : ロジャー・フェデラー（ スイス、テニス）
最優秀女子選手 : ジュスティーヌ・エナン（ ベルギー、テニス）
最優秀チーム : ラグビー南アフリカ共和国代表
最優秀成長選手 : ルイス・ハミルトン（ イギリス、F1）
最優秀復活選手 : ポーラ・ラドクリフ（ イギリス、陸上競技）
最優秀障害者選手 : エステル・フェルヘール（ オランダ、車いすテニス）
最優秀活動選手 : ショーン・ホワイト（ アメリカ合衆国、スノーボード/スケートボード）
スピリット・オブ・スポーツ賞 : ディック・パウンド( カナダ、世界反ドーピング機関)
スポーツ貢献賞 : ブレンダン・トゥーイ、ショーン・トゥーイ（ アメリカ合衆国、バスケットボール）
生涯功労賞 : セルゲイ・ブブカ（陸上競技）

## その他のスポーツ
- 第6回スポーツアコード国際会議（6月2日〜6日、 ギリシャ・アテネ）

## 誕生
- 1月4日 - ライッサ・レアウ（ブラジル、スケートボード）
- 1月17日 - 園部八奏（埼玉県、テニス）
- 5月14日 - オルフェーヴル（競走馬）
- 4月4日 - 草木ひなの（茨城県、スケートボード）
- 4月28日 - 山口幸空（体操）
- 5月18日 - 中村遥香（大阪府、体操）
- 7月7日 - スカイ・ブラウン（宮崎県、スケートボード）
- 8月26日 - 開心那（北海道、スケートボード）
- 12月5日 - 心希（山口県、プロレスラー）

## 死去
- 1月1日 - ルーカス・サング（ケニア、陸上競技、*1961年）
- 1月3日 - 崔堯三（韓国、ボクシング、*1972年）
- 1月10日 - クリストファー・ボウマン（アメリカ、フィギュアスケート、*1967年）
- 1月11日 - エドモンド・ヒラリー（ニュージーランド、登山家、*1919年）
- 2月9日 - 鈴木保巳（群馬県、競輪、*1931年）
- 2月11日 - 中村寅吉（神奈川県、ゴルフ、*1915年）
- 3月5日 - エルフリーデ・カウン （ドイツ、陸上競技、*1914年）
- 3月16日 - ボブ・パーキー（アメリカ、野球、*1929年）
- 4月12日 - セシリア・カレッジ（イギリス、フィギュアスケート、*1920年）
- 4月17日 - 横山友美佳（山梨県、バレーボール、*1987年）
- 4月19日 - ジョン・マルザーノ（アメリカ、野球、*1963年）
- 4月20日 - 田島麻（旧姓：土倉麻）（京都府、陸上競技、*1914年）
- 5月16日 - 青ノ里盛（青森県、大相撲、*1935年）
- 5月18日 - 張飛（中国出身→兵庫県、ボクシング、*1985年）
- 5月28日 - スベン・デビッドソン（スウェーデン、テニス、*1928年）
- 5月30日 - ボリス・シャハリン（ウクライナ、体操、*1932年）
- 6月1日 - 宮城黎子（東京都、テニス、*1921年）
- 6月2日 - 長沼健（広島県、日本サッカー協会顧問、*1930年）
- 6月4日 - アガタ・ムロズ（ポーランド、バレーボール、*1982年）
- 6月6日 - 関光徳（東京都、ボクシング、*1941年）
- 6月7日 - 飯田寛吉（青森県、大相撲、*1930年）
- 6月8日 - 古田康治（福岡県、陸上競技、*1914年）
- 6月11日 - オベ・アンダーソン（スウェーデン、レーシングドライバー、*1938年）
- 6月21日 - グレート草津（熊本県、プロレス、*1942年）
- 6月25日 - 大根田裕也（京都府、競馬、*1931年）
- 6月28日 - 嘉藤栄吉（兵庫県、野球、*1917年）
- 8月11日 - 荒勢永英（高知県、大相撲、*1949年）
- 8月11日 - アナトリー・フラパティ（カザフスタン、重量挙げ、*1962年）
- 8月14日 - 青地清二（北海道、スキージャンプ、*1942年）
- 8月28日 - フィル・ヒル（アメリカ、レーシングドライバー、*1927年）
- 8月29日 - 五ツ海義男（長崎県、大相撲、*1922年）
- 8月30日 - キラー・コワルスキー（カナダ、プロレス、*1926年）
- 8月30日 - トミー・ボルト（アメリカ、ゴルフ、*1916年）
- 9月8日 - エヴァン・タナー（アメリカ、総合格闘家、*1971年）
- 9月11日 - 内田慶（東京都、競輪、*1981年）
- 9月23日 - 島崎宏（京都府、競馬、*1933年）
- 10月1日 - 中村進（群馬県、登山家、*1946年）
- 10月20日 - ジョー・ルーツ（アメリカ、野球、*1925年）
- 11月3日 - 島田幸作（兵庫県、ゴルフ、*1944年）
- 11月4日 - レナート・ベルゲリン（スウェーデン、テニス、*1925年）
- 11月19日 - キャロル・コールドウェル・グレーブナー（アメリカ、テニス、*1943年）
- 12月9日 - ドラジャン・イェルコヴィッチ（クロアチア、サッカー、*1936年）
- 12月21日 - 佐々木吉郎（秋田県、野球、*1940年）
- 12月22日 - 朝隈善郎（広島県、陸上競技、*1914年）